# Fleur de métal
Pour les articles homonymes, voir Métal (homonymie).
Albums de Jad Wio
Contact
(1989) Cosmic Show
(1994)
Fleur de métal est un album de Jad Wio, sorti en 1992.

## Historique
Enregistré autour de 1991, le deuxième album de Jad Wio en français sort en 1992 en France sur le label Squatt, division de Sony Music Entertainment. L'année suivante, il parait au Japon. Il s'agit du premier album du groupe à être publié par une major.

## Production et composition
Après avoir envisagé un temps de faire appel à Mick Jones, Denis Bortek et Christophe K-Bye demandent à Bertrand Burgalat, alors au début de sa carrière dans l'industrie musicale, de produire Fleur de métal. L'album est enregistré entre Asnières et les Landes.
L'album, space opera musical, raconte l'histoire d'un « beatnik de l'espace » en quête de la « fleur de métal » qui lui donne son titre.

## Performance commerciale et réception
Vendu à quelque 30 000 exemplaires à sa sortie, Fleur de métal est considéré comme un échec commercial.
L'album est inclus dans l'ouvrage Rock français : De Johnny à BB Brunes, 123 albums essentiels.

## Titres
1. Bienvenue (4:14)
2. Fleur de métal (2:45)
3. Tsé-Tsé (5:05)
4. Contact (5:24)
5. La Plus Belle Créature (1:24)
6. Le Beatnik de l'Espace (4:02)
7. S.O.S Mesdemoiselles (3:39)
8. Automate (3:17)
9. Cosmic Bar (1:55)
10. Mystère (3:44)